# Папужка співочий
Папужка співочий (Psephotus haematonotus) — вид папугоподібних птахів родини Psittaculidae. Ендемік Австралії.

## Поширення
Вид поширений на південному сході Австралії. Мешкає у малолісних регіонах з великою кількістю дозріваючих трав і трав'янистих рослин. Населяє деревні савани, луки з розкиданими деревами і відкриті маллі. Трапляється також на частково очищених сільськогосподарських угіддях і пасовищах із залишками дерев. З іншого боку, уникає густих лісів.

## Опис
Співочий папужка досягає довжини тіла 27 см і важить від 50 до 85 г. Це стрункий папуга середнього розміру з рівномірним забарвленням спини та довгим ступінчастим хвостом. Існує чіткий статевий диморфізм.
Самець блакитно-зелений на лобі, передньому проділі та нижній частині щік. Решта пір'я на голові зелені і стають жовтувато-зеленими на горлі та грудях. Плями на щоках розмиті. Анальна область і підхвістя білі. У деяких особин ця частина тіла має жовтувато-зелений відтінок. Сідниці, а також спина і пір'я плечей тьмяно-блакитно-зелені. На крилах є фіолетово-блакитні, жовті та синьо-зелені кольори. Крижі червоні. Надхвістя яскраво-зелене. Дзьоб маленький, чорний і не такий потужний, як у інших видів папужок. Райдужка коричнево-сіра. Ноги сірувато-рожеві.
Самиці тьмяно-зеленувато-оливкові на тімені і на верхній стороні тіла. Яскраво-зелені лише круп і надхвістя. Лоб, поводи і щоки від сірого до блідо-оливкового. Горло і верх грудей оливково-сірі. Дзьоб темно-сірий. Райдужка сіра.

## Спосіб життя
Папуги живуть парами або групами, на відкритих місцях, де є доступ до води. Вони уникають узбережжя та більш вологих лісистих районів. Поступове розширення сухих і посушливих районів через зменшення лісів, ймовірно, розширило його ареал. Тепер цих птахів легко знайти в парках або великих садах. Цей папуга багато часу проводить на землі, де він здатний пересуватися з величезною швидкістю.
Самиця відкладає від чотирьох до шести білих яєць. Пташенята вилуплюються через 19-21 день. Зазвичай буває два-три потомства на рік. Молодняк досягає статевої зрілості між 12 і 15 місяцями.